# Guvernul Alexandru Vaida-Voievod (4)
Guvernul Alexandru Vaida Voievod (4) a fost un consiliu de miniștri care a guvernat România în perioada 14 ianuarie - 13 noiembrie 1933.

## Componența
- Președintele Consiliului de Miniștri

Alexandru Vaida-Voievod (14 ianuarie - 13 noiembrie 1933)
- Vicepreședinte al Consiliului de Miniștri și ministru de interne

George G. Mironescu (14 ianuarie - 13 noiembrie 1933)
- Ministrul de externe

Nicolae Titulescu (14 ianuarie - 13 noiembrie 1933)
- Ministrul finanțelor

Virgil Madgearu (14 ianuarie - 13 noiembrie 1933)
- Ministrul justiției

Mihai Popovici (14 ianuarie - 13 noiembrie 1933)
- Ministrul instrucțiunii publice, cultelor și artelor

Dimitrie Gusti (14 ianuarie - 13 noiembrie 1933)
- Ministrul apărării naționale

General Nicolae Samsonovici (14 ianuarie - 13 noiembrie 1933)
- Ministrul agriculturii și domeniilor

Voicu Nițescu (14 ianuarie - 13 noiembrie 1933)
- Ministrul industriei și comerțului

Ion Lugoșianu (14 ianuarie - 14 iunie 1933)
Alexandru Vaida-Voievod (14 iunie - 13 noiembrie 1933)
14 iunie 1933 - Ion Lugoșianu a fost numit ca ministru plenipotențiar la Roma
- Ministrul muncii, sănătății și ocrotirii sociale

D. R. Ioanițescu (14 ianuarie - 13 noiembrie 1933)
- Ministrul lucrărilor publice și comunicațiilor

Eduart Mirto (14 ianuarie - 13 noiembrie 1933)
- Ministru de stat

Pantelimon Halippa (14 ianuarie - 13 noiembrie 1933)
- Ministru de stat

Emil Hațieganu (14 ianuarie - 13 noiembrie 1933)

## Sursa
- Stelian Neagoe - "Istoria guvernelor României de la începuturi - 1859 până în zilele noastre - 1995" (Ed. Machiavelli, București, 1995)

| Precedat(ă) de: Guvernul Iuliu Maniu (3) | Guvernul Alexandru Vaida-Voievod (4) 14 ianuarie - 13 noiembrie 1933 | Succedat(ă) de: Guvernul Ion Gh. Duca |